# ییلاقی دارستان
ییلاقی دارستان (به زبان گیلکی رودبار: دارستان)، روستایی از توابع بخش مرکزی شهرستان رودبار در استان گیلان ایران است. مردم ییلاقی دارستان به زبان گیلکی سخن می گویند.
این روستا در دامنه  (پشت کوه) در ارتفاعاتی از مسیر رستم آباد در شهرستان رودبار قابل دسترس است. دارستان در منطقه ییلاقی  قرار دارد که از قدمت تاریخی بسیار زیادی برخوردار است.

## تاریخچه
آثار باستانی فراوانی از دارستان حفر شده که بخشی از آن در موزه استان نگهداری می‌شود.
دارستان روستایی است که زمانی بسیار آباد بوده و مردم به کار کشاورزی و دامپروری می‌پرداختند، ولی امروزه با ساختن عمارت‌های فراوان به یک منطقه گردشگری تبدیل شده است.

## جمعیت
این روستا در دهستان رستم آباد جنوبی قرار دارد و براساس سرشماری مرکز آمار ایران در سال ۱۳۸۵، جمعیت آن ۱۵ نفر (۹خانوار) بوده‌است.

## نگارخانه

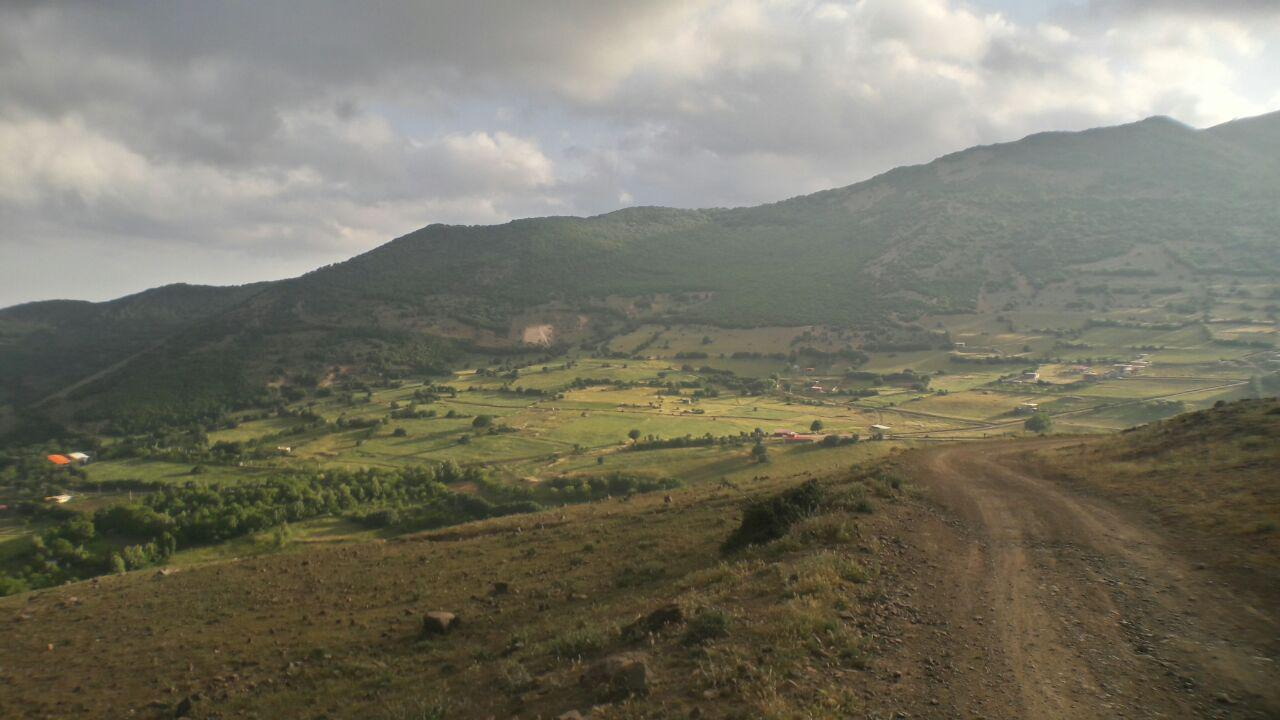
روستای ییلاقی دارستان رودبار

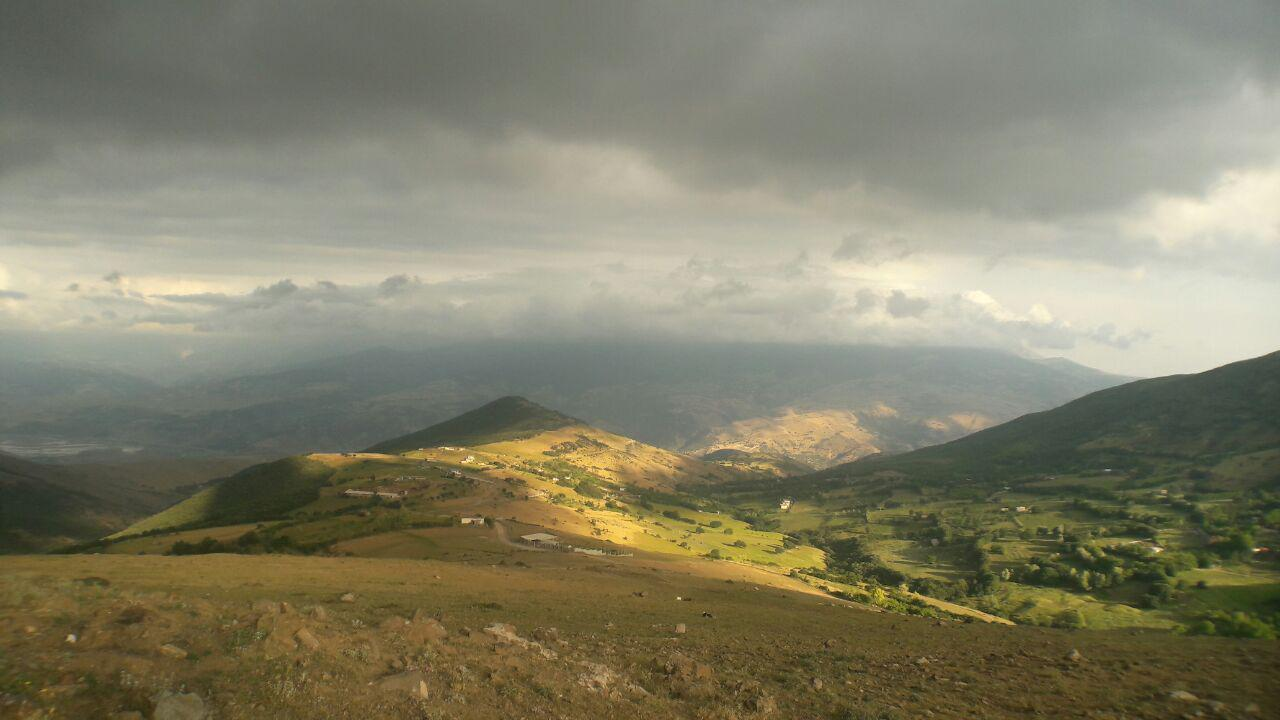
روستای ییلاقی دارستان رودبار

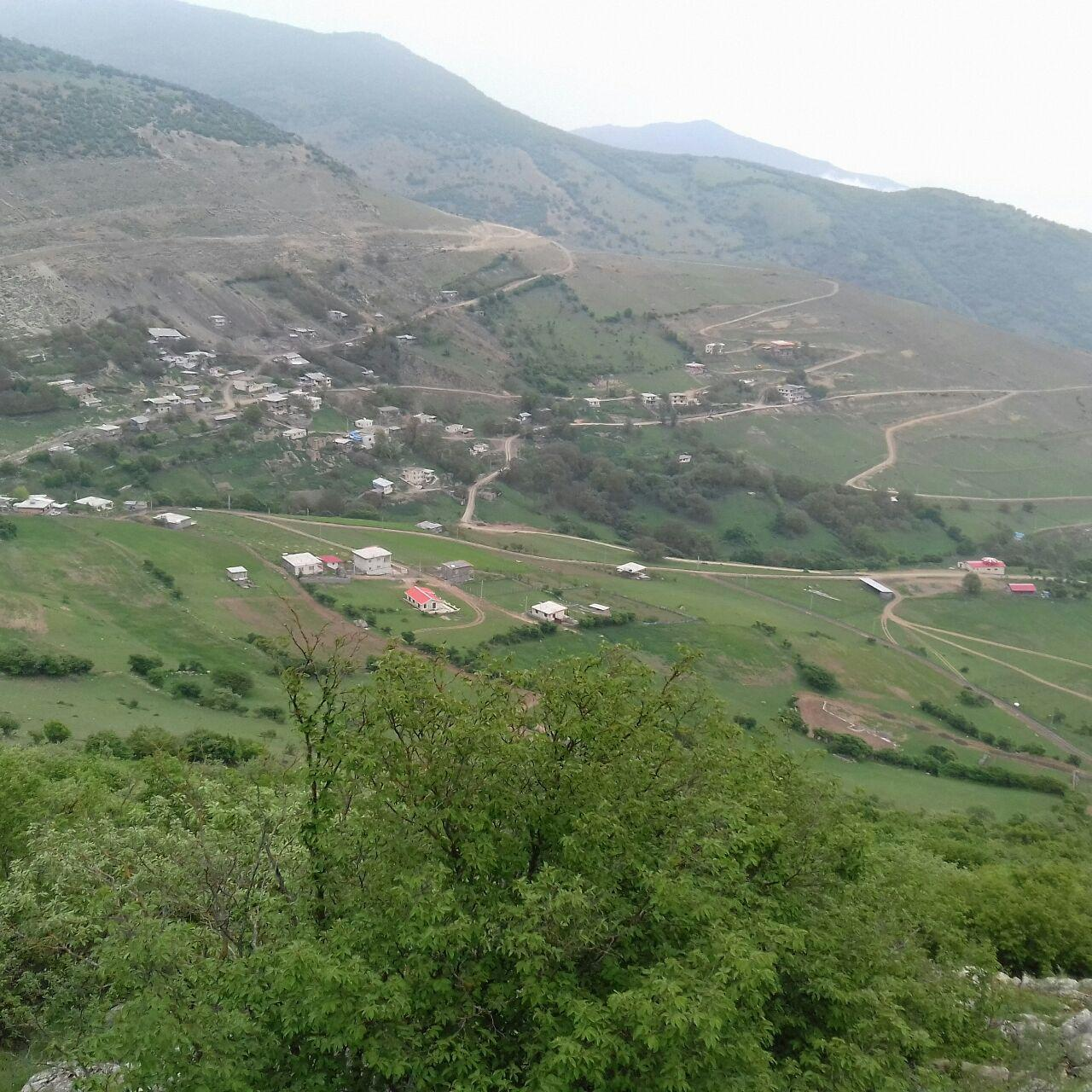
روستای ییلاقی دارستان رودبار محل
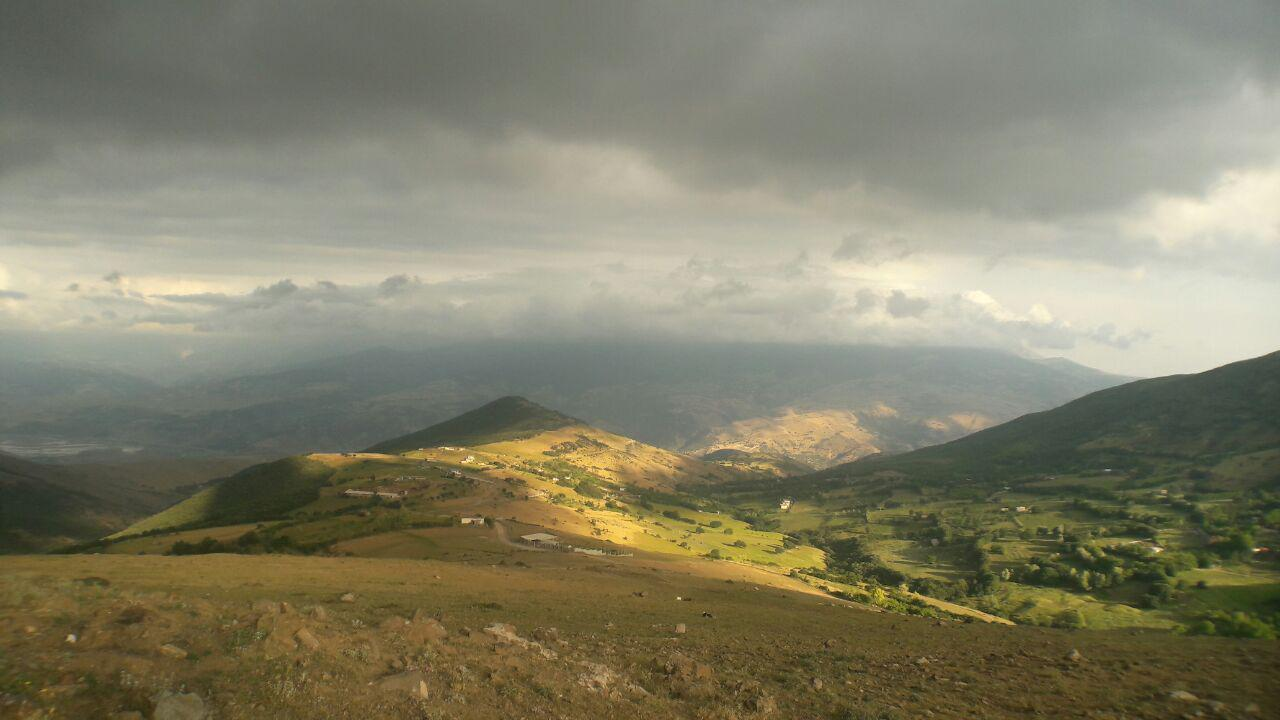
روستای ییلاقی دارستان رودبار